# Први баронски рат
Први баронски рат (1215–17) је био грађански рат у Краљевству Енглеској у којој је група побуњених барона, предвођених Робертом Фицволтером и уз подршку француске војска под командом будућег краља Луја VIII објавила рат краљу Јовану Без Земље. Рат је избио због краљевог одбијања да прихвати и поштује Магна карту коју је печатирао 15. јуна 1215. и због амбиција француског принца, који је наставио рат након што су многи побуњени барони склопили мир са Јованом.
Краљ Француске Луј VIII одрекао се својих претензија на енглески трон потписивањем мировног споразума у Ламбету, 11. септембра 1217. године.